# Inside (film, 2008)
Pour les articles homonymes, voir Inside.
Pour plus de détails, voir Fiche technique et Distribution.
Inside (titre original : From Within), est un film thriller-horreur américain réalisé par Phedon Papamichael et écrit par Brad Keene. Le tournage a eu lieu dans le Maryland en automne 2007. Le film fut présenté au Festival du film de TriBeCa en avril et mai 2008.

## Synopsis
La paisible ville Grovetown est soudainement envahie de suicides inexpliqués. Alors que la plupart des habitants préfèrent l'ignorer et s'en remettre à Dieu, Lindsay, étudiante et petite amie de Dylan (le fils du pasteur), décide d’enquêter sur cet étrange phénomène. En se liant d'amitié avec Aidan, jeune athée controversé, elle découvre qu'une malédiction a été jetée sur la ville, poussant les personnes à se suicider. Le problème, c'est que cela se transmet de partout comme un virus. Lindsay pense donc qu'elle sera la prochaine victime et croit qu'Aidan est la seule personne qui peut arrêter cette catastrophe.

## Fiche technique
- Titre original : From Within
- Titre français : Inside
- Réalisation : Phedon Papamichael Jr.
- Scénario : Brad Keene
- Musique : Jason Cooper, Oliver Kraus, The Hoosiers, Ane Brun
- Production : Chris Gibbin, Adrian Butchart
- Sociétés de production :
- Sociétés de distribution : Lions Gate Film, After Dark Films
- Pays d'origine :  États-Unis
- Langue originale : anglais
- Durée :
- Dates de sortie :
 États-Unis : 9 janvier 2009
 France : 24 février 2010 (DVD) 7 juillet 2010 (Blu-ray)
- Public : Interdit aux moins de 12 ans[1].

## Distribution
- Elizabeth Rice (VF : Ludivine Maffren) : Lindsay
- Thomas Dekker (VF : Juan Llorca) : Aidan, le frère de Sean
- Kelly Blatz (VF : Valéry Schatz) : Dylan, le fils du pasteur
- Laura Allen (VF : Hélène Bizot) : Trish
- Adam Goldberg (VF : Luc Boulad) : Roy
- Margo Harshman (VF : Céline Rotard) : Sadie, la cousine d'Aidan et de Sean
- Brittany Robertson : Claire, la meilleure amie de Lindsay
- Jared Harris (VF : Marc Saez) : Bernard
- Steven Culp : Pasteur Joe, le père de Dylan
- Rumer Willis : Natalie, la petite amie de Sean
- Amanda Babin : Molly, la cousine de Natalie
- Shiloh Fernandez : Sean, le frère d'Aidan

## Production
En juillet 2007, le directeur Phedon Papamichael a été embauché pour diriger From Within, un thriller basé sur un scénario de Brad Keene. Brad a déclaré : « Je voulais écrire quelque chose qui fait peur ! » Le tournage a eu lieu dans le Maryland en automne 2007, sur un domaine de défunts, où des maisons ont été construites pour le film, puis détruites à la fin du tournage.

## Récompenses et distinctions

### Nominations
- Thomas Dekker a été nommé « Meilleur acteur » et Elizabeth Rice « Meilleure actrice » au Festival du Film Solstice[3].

## Source de traduction
- (en) Cet article est partiellement ou en totalité issu de l’article de Wikipédia en anglais intitulé « From Within (film) » (voir la liste des auteurs).